# Bayside Gardens
Bayside Gardens az Amerikai Egyesült Államok északnyugati részén, Oregon állam Tillamook megyéjében elhelyezkedő népszámlálás által kijelölt hely és jogi személyiséggel nem rendelkező közösség.
A 2010. évi népszámlálási adatok alapján 880 lakosa van. Teljes területe 1,57 km², melynek 100%-a szárazföld.

## Népesség
A 2010-es népszámláláskor 880 lakója, 436 háztartása és 240 családja volt. A népsűrűség 560,5 fő/km². A lakóegységek száma 666, sűrűségük 424,2 db/km². A lakosok 96,3%-a fehér, 0,3%-a afroamerikai, 1,1%-a ázsiai, 0,1%-a a Csendes-óceáni szigetekről származik, 0,2% egyéb-, 3,6% pedig kettő vagy több etnikumú. A spanyol vagy latino származásúak aránya 1,3% (0,9% mexikói, 0,1% Puerto Ricó-i, 0,2% pedig egyéb spanyol/latino származású).
A háztartások 15,8%-ában élt 18 évnél fiatalabb. 44,5% házas, 7,3% egyedülálló nő, 3,2% pedig egyedülálló férfi; 45% pedig nem család. 40,1% egyedül élt; 22,9%-uk 65 éves vagy idősebb. Egy háztartásban átlagosan 2,02 személy élt; a családok átlagmérete 2,64 fő.
A medián életkor 54,3 év volt. A lakók 17,7%-a 18 évesnél fiatalabb, 2,8% 18 és 24 év közötti, 19,6%-uk 25 és 44 év közötti, 31,4%-uk 45 és 64 év közötti, 28,4%-uk pedig 65 éves vagy idősebb. A lakosok 45,5%-a férfi, 54,5%-uk pedig nő.